# A keresztes háborúk világa (könyv)
A keresztes háborúk világa című, kódex utánzatú kivitelezéssel, mélynyomású technikával készült könyv a középkor keresztes háborúit dolgozza fel hét fejezetben. A feldolgozott időszak: X. század – XV. század.

## Fejezetek
- II. Orbántól III. Incéig – A keresztes hadjáratok első évszázada (1095-1198)
- Krisztus katonái az egyházi lovagrendek (1099–1198)
- A sokarcú keresztes eszme (1198–1244)
- Békében és harcban a latin keleten
- Veszteségek és sikerek a Baltikumtól a Balkánig
- A szentföldtől távol, a hitetlenekhez közel

Az első három fejezetben öt keresztes hadjáratról számol be a történelmi térképekkel, kódexképekkel és festménymásolatokkal díszített könyv. A késői középkor szárazföldi és tengeri keresztes ütközeteiről szintén leírást olvashatunk, de nem említi ezeket hadjáratként. Részletesen ismerteti az egyházi lovagrendeket, valamint az eszme fejlődését, terjedését a nép között. Összekapcsolja a korabeli keletről érkezett fenyegetések (tatár, mongol hadjáratok) és a huszita mozgalmak hatását az eszme térbeli hódításával.